# Ткоа, Иосеф
Иосеф Ткоа (при рождении Тукочинский; 4 марта 1925, Ляховичи, Новогрудское воеводство — 14 апреля 1991, Нью-Йорк, Нью-Йорк) — израильский дипломат.

## Биография
Родился в семье коммерсанта Шеела Тукочинского и Двейры Брахот. Через пять лет после его рождения семья эмигрировала в Китай (вначале в Харбин, а спустя год — в Шанхай) из-за усилившегося в Польше антисемитизма и роста нацистской угрозы в Европе. В 1945 году Иосиф окончил в Шанхае юридический факультет Университа Аврора, затем получил образование в области международного права в Гарвардском университете в США, где он занимал должность доцента. В 1948 году был советником израильской делегации в Организации Объединенных Наций.
В 1949 году Иосиф репатриировался в Израиль; изменив свою фамилию на Ткоа, начал работать в министерстве иностранных дел Израиля (в 1949—1959 годах занимал должность юридического советника). Был постоянным представителем Израиля в ООН в 1967—1975 годах, послом в Бразилии (1960—1962), в Советском Союзе (1962—1965), заместителем главы делегации Израиля в ООН (1958—1960), заместителем генерального директора министерства иностранных дел (1965—1967). После ухода в отставку с государственной службы в 1975—1981 годах был президентом, а затем почетным президентом Университета имени Бен-Гуриона в Негеве.
14 апреля 1991 года, в возрасте 66 лет, скончался в Нью-Йорке от сердечного приступа. После его смерти одна из улиц города Беэр-Шева была названа в его честь.